# Martina

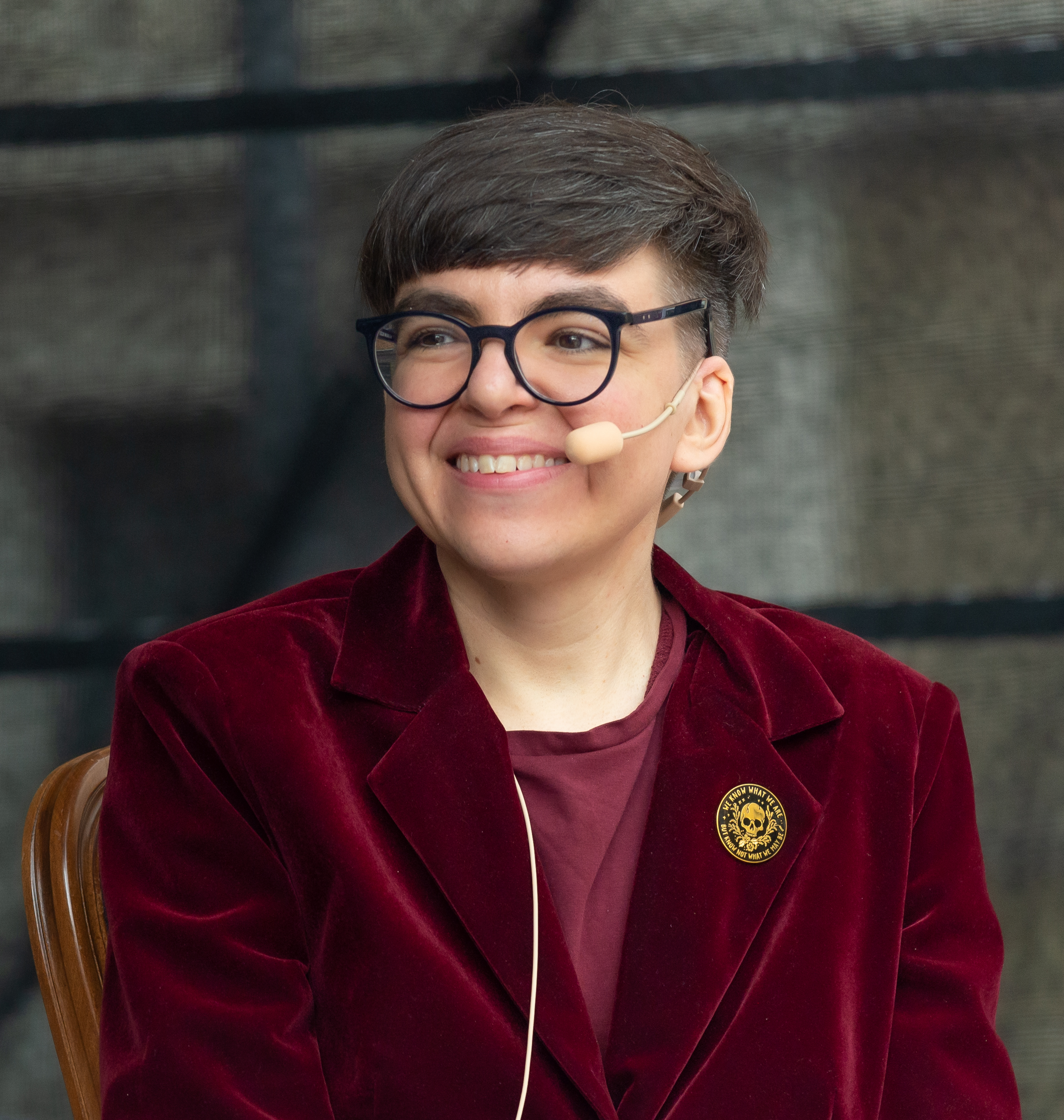
Martina Lowden, 2021.

Martina är ett kvinnonamn och femininform av Martin. 
Namnet var populärt i Sverige på 1920-talet och nu senast under 1980- och början av 1990-talet. Den 31 december 2009 fanns det totalt 12 801 kvinnor som har förnamnet Martina. Av dessa har 7 245 namnet Martina som tilltalsnamn/förstanamn.
Det finns 13 personer som har efternamnet Martina. 
Namnsdag i Sverige: 10 november (sedan 1993, dessförinnan på 22 februari under hela 1900-talet). I den finlandssvenska namnsdagslängden har Martina namnsdag 10 november sedan 1973.

## Personer med namnet Martina
- Martina - ett romersk-katolskt helgon
- Martina - bysantinsk kejsarinna
- Martina Beck - tysk skidskytt
- Martina Edoff - svensk sångerska
- Martina Ertl-Renz - tysk alpin skidåkare
- Martina Haag - svensk skådespelerska och författare
- Martina Hellmann - östtysk friidrottare, OS-guld 1988
- Martina Hingis - schweizisk tennisspelare
- Martina Lowden - svensk författare
- Martina McBride - amerikansk sångerska
- Martina Montelius - svensk regissör, dramatiker och författare
- Martina Navratilova - amerikansk, tidigare tjeckisk, tennisspelare
- Martina von Schwerin - svensk kulturpersonlighet
- Martina Zellner - tysk skidskytt